# Блатуша (Гвозд)
Блатуша је насељено мјесто у општини Гвозд, на Кордуну, Република Хрватска.

## Историја
Од око 1.300 становника, колико их је било уочи Другог свјетског рата, народ села Блатуше је дао око 30 активних учесника и бораца НОБ-а, од чега 18 носилаца „Партизанске споменице 1941.", 45 погинулих и умрлих бораца, 440 жртава фашистичког терора, од чега 352 убијена од стране непријатеља, 79 умрлих од тифуса и 9 жртава рата — или укупно, заједно са погинулим борцима, 485 погинулих, убијених и умрлих људи, жена и дјеце или 1/3 од укупног броја становника.
Побијени мјештани били су презимена: Ајдиновић, Барак, Бекић, Бојањац, Цар, Чича, Дивић, Добрић, Дугошија, Ђанковић, Губић, Гвоздић, Ивковић, Јакшић, Јањанин, Кајганић, Крагуљац, Кукуљ, Лацковић, Лончар, Милић, Миљановић, Мраовић, Мутић, Нишевић, Орешчанин, Полојац, Поповић, Поштић, Ралић, Ркман, Самарџија, Шапић, Тарбук, Тркуља, Улемек, Воркапић и Вукићевић — сви Срби.
Блатуша се од распада Југославије до августа 1995. године налазила у Републици Српској Крајини.

## Становништво
На попису становништва 2011. године, Блатуша је имала 171 становника.
Према попису становништва из 2001. године Блатуша је имала 285 становника. Многи становници српске националности напустили су село током операције Олуја 1995. године.

## Попис 1991.
На попису становништва 1991. године, насељено мјесто Блатуша је имало 558 становника, следећег националног састава:
| Попис 1991.‍ | Попис 1991.‍ | Попис 1991.‍ | Попис 1991.‍ | Попис 1991.‍ |
| ----------- | ----------- | ----------- | ----------- | ----------- |
|             |             |             |             |             |
| Срби        | Срби        |             | 547         | 98,02%      |
| Југословени | Југословени |             | 5           | 0,89%       |
| Муслимани   | Муслимани   |             | 2           | 0,35%       |
| остали      | остали      |             | 1           | 0,17%       |
| непознато   | непознато   |             | 3           | 0,53%       |
| укупно: 558 |             |             |             |             |

## Аустроугарскипопис 1910.
На попису 1910. године насеље Блатуша је имало 1.231 становника, следећег националног састава:
- укупно: 1.231
- Срби — 1.231 (100%)